# Робин Худ: Мъже в чорапогащи
„Робин Худ: Мъже в чорапогащи“ (на английски: Robin Hood: Men in Tights) е американски приключенски филм от 1993 година, пародия на историята за Робин Худ. Филмът е продуциран и режисиран от Мел Брукс, който е също е сценарист с Ивън Чандлър и Дж. Дейвид Шапиро, и участват Кари Елуис, Ричард Луис и Дейвид Чапел в неговия дебют на филма. Включва често срещани комедийни препратки към предишните филми на Робин Худ (по-специално Принцът на разбойниците, при които сюжетът е слабо структуриран, анимационната адаптация на Disney и адаптирането на Ерол Флин през 1938 г., „Приключенията на Робин Худ“).
Филмът също така включва Брукс в незначителна роля: първият път, когато се е появил в един от собствените си филми, където не получава най-висока такса или играе водеща роля от Младия Франкенщайн. В допълнение към Брукс, той включва малки роли от редовните владетели на Брукс – Дом ДеЛуиз, Дик Ван Патън и Руди Де Лука.

## Български дублажи
| Озвучаващи артисти | Здрава Каменова Венета Зюмбюлева Георги Георгиев-Гого Петър Чернев Васил Бинев |

| Преводач           | Константин Николов                                                                 |
| Редактор           | Ралица Ботева                                                                      |
| Тонрежисьор        | Михаил Михайлов                                                                    |
| Озвучаващи артисти | Силвия Русинова Анна Петрова Георги Георгиев-Гого Здравко Методиев Николай Николов |

| Преводач            | Ирина Ценкова                                                                                              |
| Тонрежисьор         | Цветомир Цветков                                                                                           |
| Режисьор на дублажа | Димитър Кръстев                                                                                            |
| Озвучаващи артисти  | Даниела Йорданова Христина Ибришимова Николай Николов Стефан Сърчаджиев-Съра Симеон Владов Димитър Иванчев |